# Chlorita badhysi
Chlorita badhysi är en insektsart som beskrevs av Anufriev och Kalashnik 1992. Chlorita badhysi ingår i släktet Chlorita och familjen dvärgstritar. Inga underarter finns listade i Catalogue of Life.